# Chamell Asprilla
Chamell Gernell Asprilla Alarcón (ur. 11 sierpnia 1998 w Colón) – panamski piłkarz występujący na pozycji lewego pomocnika, reprezentant Panamy.

## Kariera klubowa
Asprilla jest wychowankiem szkółki juniorskiej Chievo Academy Panamá, działającej pod egidą włoskiego Chievo Werona. Stamtąd przeniósł się do akademii krajowego potentata – klubu CD Árabe Unido. W kwietniu 2015 przebywał na testach w hiszpańskim Villarreal CF, ostatecznie jednak nie przeszedł do tego zespołu. Do pierwszej drużyny Árabe został włączony w wieku siedemnastu lat przez szkoleniowca Sergio Guzmána i w Liga Panameña zadebiutował 13 sierpnia 2016 w wygranym 2:0 spotkaniu z Alianzą. W tym samym meczu strzelił także pierwszego gola w seniorskiej karierze. W swoim premierowym, jesiennym sezonie Apertura 2016 wywalczył z Árabe tytuł mistrza Panamy, regularnie pojawiając się na boiskach (jedenaście występów). W wiosennym sezonie Clausura 2017 zdobył natomiast wicemistrzostwo Panamy, a pół roku później – w rozgrywkach Apertura 2017 – powtórzył ten sukces.

## Kariera reprezentacyjna
W lutym 2015 Asprilla został powołany przez Juana Carlosa Cubillę do reprezentacji Panamy U-17 na Mistrzostwa Ameryki Północnej U-17. Uprzednio występował w środkowoamerykańskich eliminacjach do tych rozgrywek, podczas których zagrał w dwóch meczach i strzelił bramkę Gwatemali (4:1). W trakcie finałowego turnieju rozgrywanego w Hondurasie rozegrał natomiast cztery z pięciu możliwych meczów (z czego dwa w wyjściowym składzie), a jego kadra odpadła z imprezy w pierwszej rundzie i nie zdołała się zakwalifikować na Mistrzostwa Świata U-17 w Chile.
W lutym 2017 Asprilla awaryjnie znalazł się w ogłoszonym przez Nelsona Gallego składzie reprezentacji Panamy U-20 na Mistrzostwa Ameryki Północnej U-20, kilka dni przed turniejem zastępując kontuzjowanego José Luisa Rodrígueza (wcześniej występował w kwalifikacjach do tych rozgrywek, gdzie zanotował trzy występy). Na kostarykańskich boiskach pełnił jednak wyłącznie rolę rezerwowego, rozgrywając jeden z pięciu możliwych meczów. Panamczycy zakończyli natomiast swój udział w turnieju na rundzie finałowej, nie awansując na Mistrzostwa Świata U-20 w Korei Płd.
W listopadzie 2017 Asprilla został powołany przez Jorge Dely Valdésa do olimpijskiej reprezentacji Panamy U-23 na Igrzyska Ameryki Środkowej w Managui. Wystąpił wówczas w jednym z dwóch możliwych meczów, a jego kadra odpadła z męskiego turnieju piłkarskiego w fazie grupowej.
W seniorskiej reprezentacji Panamy Asprilla zadebiutował za kadencji selekcjonera Hernána Darío Gómeza, 24 października 2017 w wygranym 5:0 meczu towarzyskim z Grenadą.